# Puge (Nzega)
Puge ist ein Verwaltungsbezirk (englisch Ward) des Distrikts Nzega (DC) in der tansanischen Region Tabora.

## Geografie
Puge ist ein ländlicher Bezirk im westlichen Teil des zentralen Hochlands von Tansania, etwa 50 Kilometer südlich der Distrikthauptstadt Nzega. Bei der Volkszählung 2022 lebten 17.656 Menschen in 3449 Haushalten auf einer Fläche von 177 Quadratkilometern.

Der Bezirk grenzt  an sieben Bezirke des Distrikts Nzega (DC):
| Mbagwa        | Nkiniziwa                                   | Mizibaziba |
| Mwakashanhala | Kompassrose, die auf Nachbargemeinden zeigt | Ndala      |
| Milambo Itobo | Magengati                                   |            |

## Gliederung
Der Bezirk besteht aus vier Gemeinden (swahili Mtaa) mit 26 Orten (Kitongoji):
| Upungu - Kisumo A - Kisumo B - Ifukuzi - Ugawe - Ntunguru - Upungu Kaskazini - Upungu Kusini | Busondo - Busondo Kusini - Busondo Kati - Busondo Kaskazini - Busondo Mashariki - Mwakibela - Kayenze - Mwapu | Kipugala - Ilomelo - Unenya - Ulimwasasi - Kipugala Shuleni - Kipugula Kusini - Kipugala Kaskazini - Kipugala Kati | Isunha - Isunha A Mashariki - Isunha B Mashariki - Isunha A Magharibi - Isunha B Magharibi - Isunha Kati |

## Infrastruktur
- Bildung: Die Puge Secondary School ist eine staatliche weiterführende Schule, die Tages- und Internatsschüler bis zur 4. Stufe ausbildet.[8]
- Gesundheit: In der Gemeinde Busondo liegt ein staatliches Gesundheitszentrum.[9]
- Straße: Durch den Bezirk verläuft die asphaltierte Nationalstraße T8, die die Regionshauptstadt Tabora im Süden mit Nzega im Norden verbindet.[10]